# Pío Cabanillas Alonso
Pour les articles homonymes, voir Pío Cabanillas.
Pío Cabanillas Alonso, né le 10 décembre 1958 à Madrid, est un avocat, entrepreneur et homme politique espagnol. Il est directeur général de la Radio Televisión Española (RTVE) entre 1998 et 2000, puis ministre porte-parole du gouvernement jusqu'en 2002.

## Biographie

### Formation
Il obtient en 1981 une licence de droit à l'université complutense de Madrid. En 1986, il suit le master de relations internationales dispensé par la Fletcher School of Law and Diplomacy de l'université Tufts, près de Boston.

### Première carrière dans le privé
Il s'installe à New York en 1989, afin d'occuper le poste d'avocat général adjoint de News Corporation. Il revient en Espagne deux ans plus tard et intègre alors le groupe PRISA, propriétaire d'El País et Cadena SER.

### Passage en politique
Il est nommé directeur général de la Radio Televisión Española (RTVE) le 21 novembre 1998. Lors du vote facultatif du conseil d'administration, la veille, il ne reçoit aucun vote contre, les représentants des partis de gauche ayant choisi de s'abstenir. À la suite des élections législatives du 12 mars 2000, il devient ministre porte-parole du gouvernement le 28 avril.

### Retour dans le privé
À l'occasion du remaniement ministériel orchestré le 10 juillet 2002, il est relevé de ses fonctions.  Il reprend donc sa carrière dans le monde de l'entreprise, occupant des fonctions comme directeur de la communication d'Acciona ou directeur général d'Endesa.

### Vie personnelle
Il est marié et père de trois enfants. Il est en outre le fils de Pío Cabanillas Gallas, figure de la politique galicienne et de la transition démocratique.